# Yayaya
Yayaya là bái hát của nhóm nhạc nữ Hàn Quốc, T-ara. Tại Hàn Quốc, bài hát nằm trong mini-album đầu tiên Temptastic, bài hát cũng đã được quảng bá cùng với Why Are You Being Like This. Bài hát được phát hành dưới dạng kỹ thuật số cùng với album vào ngày 01 tháng 12 năm 2010 và sau đó phát hành dưới dạng vật lý vào ngày 03 tháng 12, bị chậm lại 2 ngày do Trận pháo kích Yeonpyeong trong tháng 11. Bài hát đã giành được chiến thắng trên chương trình M! Countdown vào ngày 12 tháng 12 năm 2010. Bài hát được phát hành tại Nhật Bản vào ngày 30 tháng 11 năm 2011 như là đĩa đơn thứ hai của nhóm tại thị trường này.

## Lịch sử
Ngày 15 tháng 11, năm 2010, Core Contents Media thông báo rằng T-ara sẽ trở lại với mini-album đầu tiên mang tên Temptastic. Hai bài hát đã được chọn để quảng bá album, "Yayaya" và "Why Are You Being Like This?". Album đầy đủ đã được phát hành kỹ thuật số vào ngày 01 tháng 12, cùng với các video âm nhạc của "Yayaya".

### Phiên bản tiếng Nhật
Việc chọn "Yayaya" là đĩa đơn tiếng Nhật thứ hai của T-ara đã được công bố vào ngày 04 tháng 10 năm 2011. Đĩa đơn được phát hành dưới ba dạng, hai bản giới hạn và một phiên bản thường. Một phiên bản Hàn Quốc của "Roly Poly" được kết hợp cùng bài hát với mặt b.

## Danh sách ca khúc
| Đĩa đơn tiếng Nhật: | Đĩa đơn tiếng Nhật:         | Đĩa đơn tiếng Nhật:             | Đĩa đơn tiếng Nhật: |
| STT                 | Nhan đề                     | Phổ lời                         | Thời lượng          |
| ------------------- | --------------------------- | ------------------------------- | ------------------- |
| 1.                  | "yayaya" (bản tiếng Nhật)   | E-Tribe                         | 3:28                |
| 2.                  | "Roly-Poly" (bản tiếng Hàn) | Shinsadong Tiger, Choi Gyu Sung | 3:36                |
| 3.                  | "yayaya" (Inst.)            |                                 | 3:28                |
| 4.                  | "Roly-Poly" (Inst.)         |                                 | 3:34                |
| Tổng thời lượng:    | Tổng thời lượng:            | Tổng thời lượng:                | 14:05               |

| Version A DVD: | Version A DVD:                 | Version A DVD: |
| STT            | Nhan đề                        | Thời lượng     |
| -------------- | ------------------------------ | -------------- |
| 1.             | "yayaya (Japan original Ver.)" |                |

| Version B DVD: | Version B DVD:                | Version B DVD: |
| STT            | Nhan đề                       | Thời lượng     |
| -------------- | ----------------------------- | -------------- |
| 1.             | "yayaya (Dance feature Ver.)" |                |

## Xếp hạng

### Hàn Quốc
| Xếp hạng   | Cao nhất |
| ---------- | -------- |
| Gaon Chart | 5        |

### Nhật Bản

#### Xếp hạng Oricon
| Phát hành            | Xếp hạng Oricon     | Cao nhất | Bắt đầu bán | Tổng cộng |
| -------------------- | ------------------- | -------- | ----------- | --------- |
| 30 tháng 11 năm 2011 | Xếp hạng hàng ngày  | 4        | 31,801      | 46,976+   |
| 30 tháng 11 năm 2011 | Xếp hạng hàng tuần  | 7        | 31,801      | 46,976+   |
| 30 tháng 11 năm 2011 | Xếp hạng hàng tháng | 21       | 31,801      | 46,976+   |

#### Xếp hạng khác
| Xếp hạng                                | Cao nhất |
| --------------------------------------- | -------- |
| Billboard Japan Hot 100                 | 6        |
| RIAJ Digital Track Chart weekly top 100 | 33       |